# Ennemi public (film, 1993)
Pour les articles homonymes, voir Ennemi public.
Pour plus de détails, voir Fiche technique et Distribution.
Ennemi public (Public Access) est un film américain réalisé par Bryan Singer et sorti en 1993. Il reçoit le prix du jury du Festival du film de Sundance et du Festival de Deauville en 1993. Il s'agit du premier long métrage du réalisateur.

## Synopsis
Un inconnu au visage séduisant s'installe dans la petite ville de Brewster. Afin de trouver des solutions aux problèmes de la ville, il crée une émission sur la chaîne de télévision locale, à l'heure où l'audience est la plus forte. En réalité, ce nouveau venu prend un malin plaisir à semer les germes du doute et de la médisance.

## Fiche technique
Sauf indication contraire, les informations mentionnées dans cette section peuvent être confirmées par la base de données cinématographiques IMDb,  présente dans la section « Liens externes ».
- Titre français : Ennemi public
- Titre original : Public Access
- Réalisation : Bryan Singer
- Scénario : Bryan Singer, Michael Feit Dougan et Christopher McQuarrie
- Musique et montage : John Ottman
- Photographie : Bruce Douglas Johnson
- Décors : Jan Sessler
- Costumes : Jennifer McManus
- Direction artistique : Bruce Sulzberg
- Production : Kenneth Kokin

Coproducteur : Adam Ripp
Producteur délégué : Bryan Singer
- Sociétés de production : Cinemabeam, Kenneth Kokin/Adam Ripp productions
- Distribution : Triboro Entertainment Group, ViewCave
- Pays de production :  États-Unis
- Budget : 250 000 USD[1]
- Langue originale : anglais
- Dates de sortie[2] : 
  - États-Unis : janvier 1993 (festival du film de Sundance)
  - France : 2 janvier 2001 (DVD[3])

## Distribution
- Ron Marquette : Whiley Pritcher
- Dina Brooks : Rachel
- Burt Williams : Bob Hodges
- Larry Maxwell : Jeff Abernathy
- Charles Kavanaugh : le maire Breyer
- Brandon Boyce : Kevin Havey
- Margaret Kerry : Marge
- Randall Slavin : Pudd
- Liz Dilts : Lisa
- Mark Norling : Lyle Macintosh
- Jason Varlance : Tray
- Christopher McQuarrie : un policier

## Production
Le tournage a lieu aux États-Unis. Il ne dure que 18 jours.

## Sortie et accueil
Le film reçoit le prix du jury du festival du film de Sundance (partagé avec Ruby in Paradise), le prix du public du meilleur long-métrage au festival du film de Floride et le prix du jury du Festival de Deauville en 1993, soit un excellent accueil critique pour un premier film.
Malgré la critique, il est très mal distribué aux États-Unis et sort uniquement en salles « art et essai » en Europe et n'a donc pas un grand accueil public. Ce premier long métrage lui permet toutefois d'avoir un argument solide pour réaliser ses prochains films, et notamment pour aller à la rencontre des grands acteurs qui accepteront de signer avec lui deux ans plus tard pour Usual Suspects.